# 剣山御神水

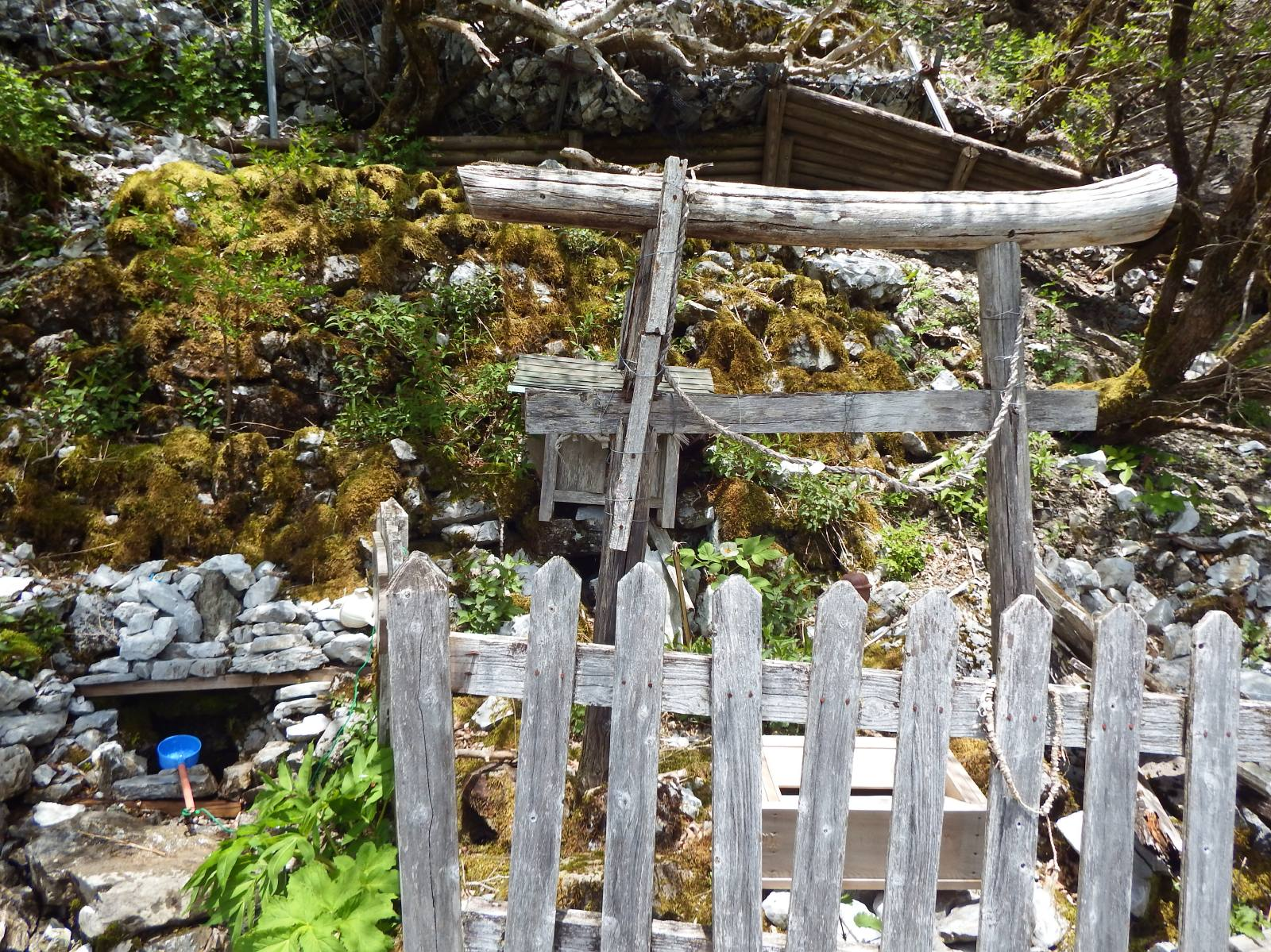
剣山御神水

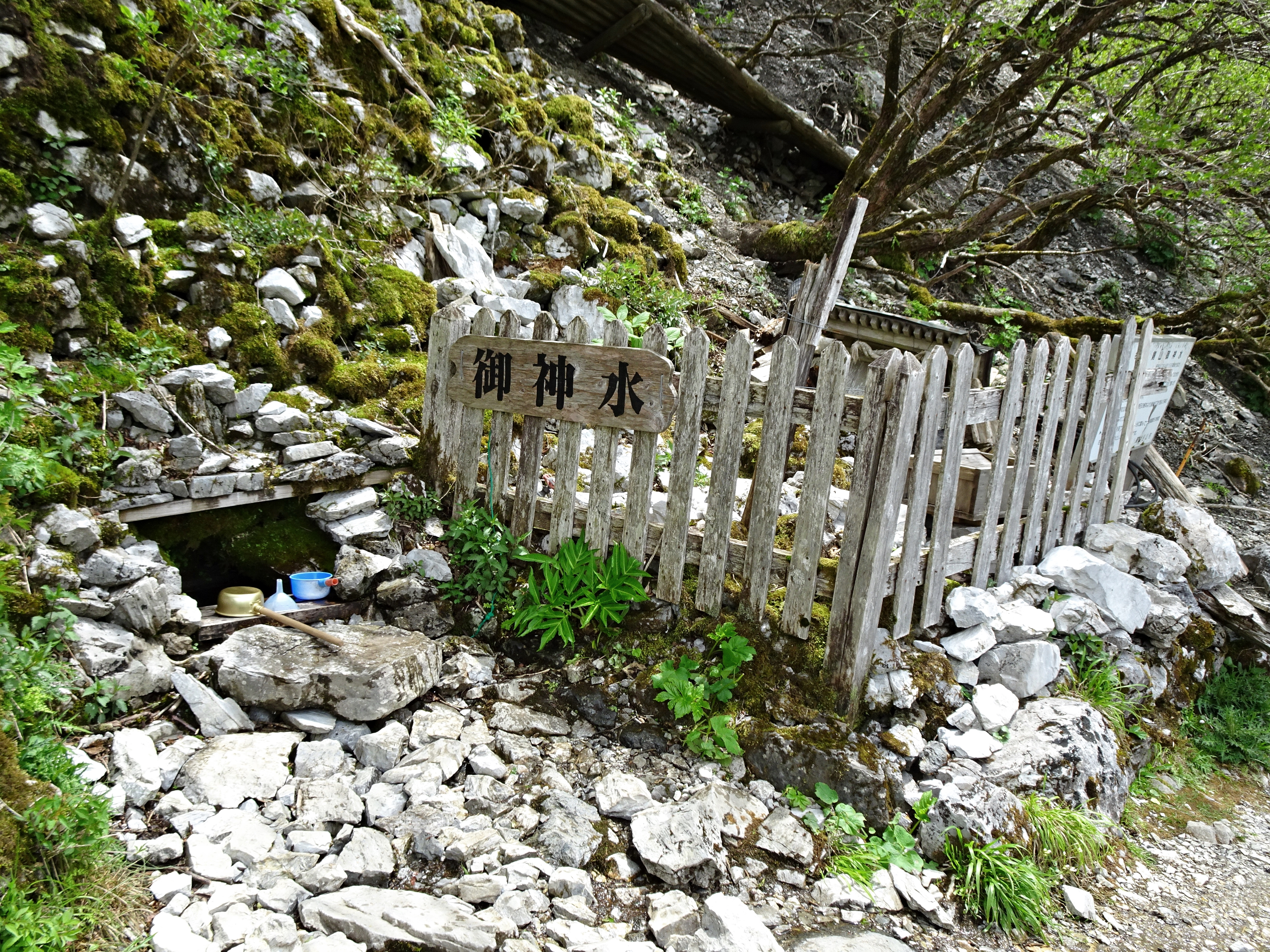
剣山の御神水（2024年）
落石で鳥居が喪失している

剣山御神水（つるぎさんおしきみず）は、徳島県三好市の剣山にある湧水で祖谷川の源流。名水百選、とくしま水紀行50選選定。大剣神社の背後へ90m西へ下ったところにある。

## 地理
座標: 北緯33度51分19.19秒 東経134度5分30.95秒 / 北緯33.8553306度 東経134.0919306度
剣山の山頂部の石灰岩が風化した浸水性のある岩石で、積雪や雨水が帯水され、少しずつ湧水している。祖谷川の源流であり、水量は少ないが常に湧き出ている。大剣神社の御神水とされている。
1985年には環境庁により名水百選に選定された。

## アクセス
- 剣山登山リフト西島駅から徒歩約25分